# 塔斯科拉鎮區 (伊利諾伊州道格拉斯縣)
塔斯科拉鎮區（英語：Tuscola Township）是位於美國伊利諾伊州道格拉斯縣的一個行政鎮區。

## 地方資料
根據2010年美國人口普查的數據，塔斯科拉鎮區的面積為162.30平方千米，當中陸地面積為162.10平方千米，而水域面積為0.20平方千米。當地共有人口5159人，而人口密度為每平方千米31.79人。